# A Study in Scarlet (film 1914 Pearson)

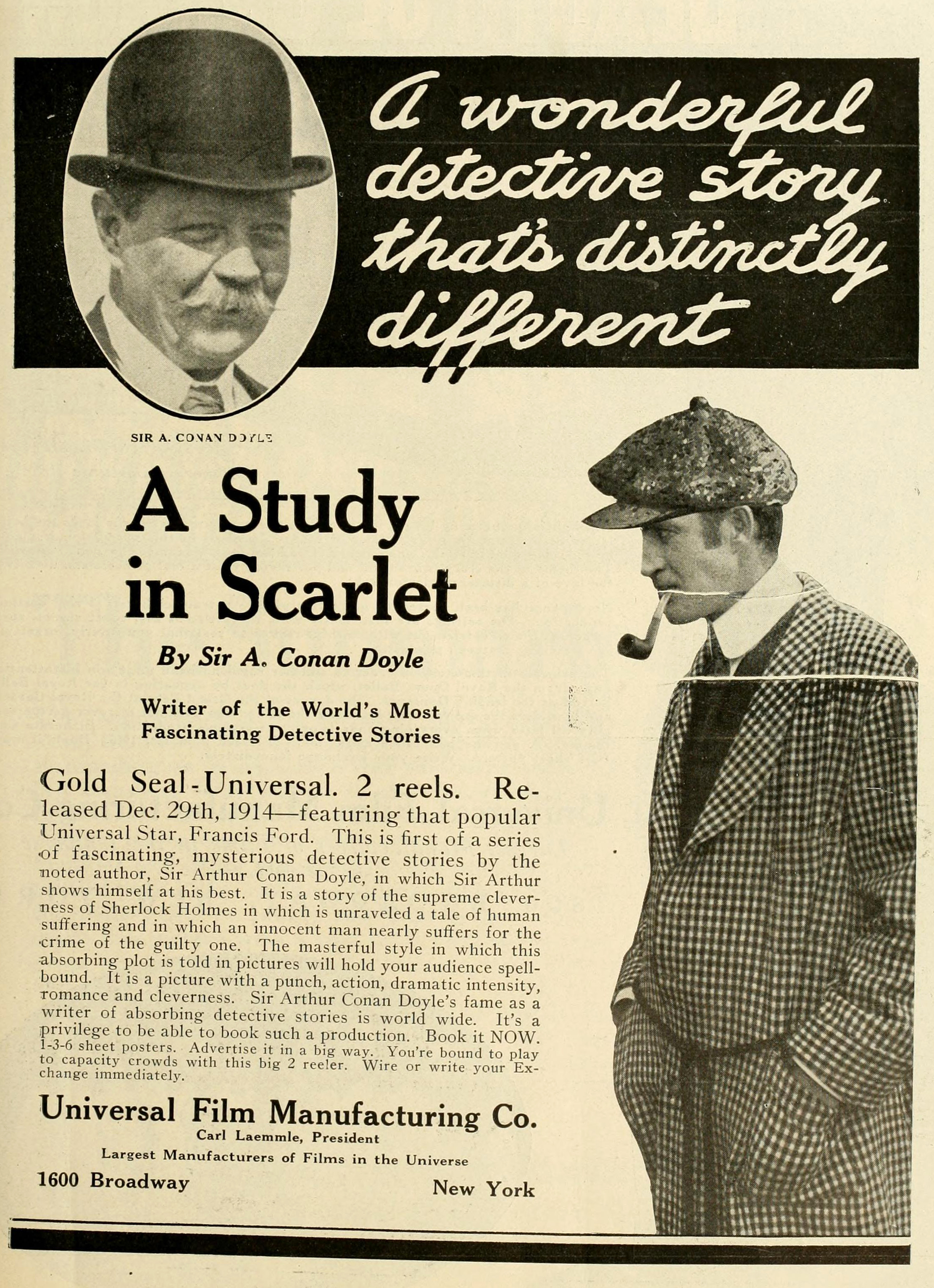

A Study in Scarlet è un film del 1914 diretto da George Pearson e liberamente tratto dal romanzo Uno studio in rosso di Sir Arthur Conan Doyle. Si ritiene che il film sia andato perduto. Un film con lo stesso nome venne realizzato nello stesso anno.
Alla data del 2014 il film mancava dal BFI National Archive ed è stato posto nell'elenco dei "75 film perduti più ricercati" realizzato dal British Film Institute.

## Curiosità
- Sebbene il film segua a grandi linee la trama del romanzo Uno studio in rosso, il personaggio del Dottor Watson è assente e Sherlock Holmes compare solamente in un secondo tempo.